# Veith Mehde
Veith Mehde (* 1969) ist ein deutscher Rechtswissenschaftler.

## Leben
Von 1990 bis 1996 studierte er Rechtswissenschaft an der Universität Hamburg (1996 erstes juristisches Staatsexamen in Hamburg, 2001 zweites Juristisches Staatsexamen in Hamburg). Nach der Promotion 2000, dem Magister rerum publicarum 2001 an der Deutschen Hochschule für Verwaltungswissenschaften Speyer und der Habilitation 2005 am Fachbereich Rechtswissenschaft der Universität Hamburg (Lehrbefugnis für die Fächer Staats- und Verwaltungsrecht, Verwaltungswissenschaft, Europarecht sowie Rechtsvergleichung) ist  er seit 2006 Inhaber des Lehrstuhls für Öffentliches Recht, insbesondere Verwaltungsrecht, Juristische Fakultät, an der Universität Hannover.

## Schriften (Auswahl)
- Neues Steuerungsmodell und Demokratieprinzip. Berlin 2000, ISBN 3-428-10207-X.
- Grundrechte unter dem Vorbehalt des Möglichen. Sinzheim 2000, ISBN 3-932490-81-9.
- Wettbewerb zwischen Staaten. Die rechtliche Bewältigung zwischenstaatlicher Konkurrenzsituationen im Mehrebenensystem. Baden-Baden 2005, ISBN 3-8329-1289-4.
- Privatisierung des Rechtsstaats – staatliche Infrastruktur. Baden-Baden 2009, ISBN 978-3-8329-5027-9.